# Folorunso Fatukasi
Folorunso Ifeyinka „Foley“ Fatukasi (* 4. März 1995 in Far Rockaway, New York City) ist ein US-amerikanischer American-Football-Spieler nigerianischer Abstammung auf der Position des Defensive Ends in der National Football League (NFL) für die Houston Texans.

## Frühe Jahre
Fatukasi ging auf die Highschool im New Yorker Stadtviertel Rockaway Park. Später besuchte er die University of Connecticut.

## NFL

### New York Jets
Fatukasi wurde im NFL Draft 2018 in der sechsten Runde an 180. Stelle von den New York Jets ausgewählt. Im ersten Jahr für die Jets absolvierte er nur ein Spiel. In der darauffolgenden Saison absolvierte er 15 Spiele und konnte am 15. Spieltag im Spiel gegen die Pittsburgh Steelers seinen ersten Sack verzeichnen. Er blieb bis nach der Saison 2021 bei den Jets.

### Jacksonville Jaguars
Am 16. März 2022 unterzeichnete er einen Dreijahresvertrag bei den Jacksonville Jaguars. Er kam in 30 Spielen für Jacksonville zum Einsatz, davon 29-mal als Starter. Am 5. März 2024 wurde Fatukasi von den Jaguars entlassen.

### Houston Texans
Am 19. März 2024 nahmen die Houston Texans Fatukasi unter Vertrag.

## Persönliches
Sein Bruder Olakunle Fatukasi spielt als Linebacker ebenfalls in der NFL.